# Brian Conrad
Brian Conrad (New York, 20 november 1970) is een Amerikaans wiskundige en getaltheoreticus, die werkzaam is aan Stanford University. Voordien was hij verbonden aan de Universiteit van Michigan.
Conrads beroemdste prestatie was het gezamenlijk aantonen van de modulariteitsstelling, ook bekend als het vermoeden van Taniyama-Shimura. Hij bewees deze stelling in 1999 samen met Christophe Breuil, Fred Diamond en Richard Taylor, terwijl hij zowel aan de Harvard University als aan het Institute for Advanced Study in Princeton, New Jersey een postdoc positie bekleedde.